# Nikołaj Sidorow
Nikołaj Aleksandrowicz Sidorow ros. Николай Александрович Сидоров (ur. 23 listopada 1956 w Moskwie) – rosyjski lekkoatleta startujący w barwach Związku Radzieckiego, sprinter, mistrz olimpijski i mistrz Europy.
Rozpoczął międzynarodową karierę na igrzyskach olimpijskich w 1980 w Moskwie, na których zdobył złoty medal w sztafecie 4 × 100 metrów (skład sztafety: Władimir Murawjow, Nikołaj Sidorow, Aleksandr Aksinin, Andriej Prokofjew). W biegu na 200 metrów odpadł w półfinale. Zdobył srebrny medal w sztafecie 4 × 100 metrów i zajął 4. miejsce w biegu na 100 metrów na uniwersjadzie w 1981 w Bukareszcie.
Na mistrzostwach Europy w 1982 w Atenach zajął 5. miejsce w biegu na 100 metrów, zaś w sztafecie 4 × 100 metrów zdobył złoty medal. Radziecka sztafeta biegła w składzie: Siergiej Sokołow, Aksinin, Prokofjew i Sidorow na ostatniej zmianie.
Podczas pierwszych mistrzostw świata w 1983 w Helsinkach był członkiem sztafety 4 × 100 metrów, która zdobyła brązowy medal (biegli w niej kolejno Prokofjew, Sidorow, Murawjow i Wiktor Bryzhin). Startował również w biegu na 100 metrów, ale odpadł w eliminacjach. Zdobył brązowy medal w sztafecie 4 × 100 metrów oraz zajął 8. miejsce w biegu na 100 metrów na  uniwersjadzie w 1983 w Edmonton.
Radziecki bojkot uniemożliwił mu start na igrzyskach olimpijskich w 1984 w Los Angeles. Na zawodach Przyjaźń-84 w Moskwie zwyciężył w sztafecie 4 × 100 metrów, a w biegu na 100 metrów zajął 6. miejsce.
Sidorow był mistrzem ZSRR w biegu na 200 metrów w 1979, w biegu na 100 metrów w 1980 i 1981 oraz w sztafecie 4 × 100 metrów w 1979, 1981 i 1982, a także wicemistrzem w biegach na 100 metrów i na 200 metrów w 1982.
Pracował jako główny trener lekkoatletyczny Sił Zbrojnych Rosji.
Odznaczony tytułem Zasłużonego Mistrza Sportu ZSRR (1980), Orderem „Znak Honoru” (1982), Orderem Honoru (1995) i Medalem Orderu „Za zasługi dla Ojczyzny” 2. klasy.

## Rekordy  życiowe
- bieg na 100 metrów – 10,32 s (7 września 1982, Ateny)
- bieg na 200 metrów – 20,79 s (21 sierpnia 1982, Kijów)